# Lu Ťing-ťing
Lu Ťing-ťing (čínsky zjednodušenými znaky 卢晶晶, tradičními znaky 盧晶晶, pinyinem Lú Jīngjīng; narozená 5. května 1989, Vnitřní Mongolsko) je čínská profesionální tenistka. Ve své dosavadní kariéře na okruhu WTA Tour nevyhrála žádný turnaj. V rámci okruhu ITF získala k září 2011 tři tituly ve dvouhře a jedenáct ve čtyřhře.
Na žebříčku WTA byla nejvýše ve dvouhře klasifikována v červnu 2011 na 178. místě a ve čtyřhře pak v září 2009 na 105. místě.

## Finálové účasti na turnajích okruhu ITF
| $100,000 tournaments |
| $75,000 tournaments  |
| $50,000 tournaments  |
| $25,000 tournaments  |
| $10,000 tournaments  |

### Dvouhra: 7 (3–4)
| Stav       | Č. | Datum              | Turnaj      | Povrch | Finalistka                   | Výsledek         |
| ---------- | -- | ------------------ | ----------- | ------ | ---------------------------- | ---------------- |
| Finalistka | 1. | 24. června 2006    | Čcheng-tu   | tvrdý  | Melanie Southová             | 5–7, (5)6–7      |
| Finalistka | 2. | 4. května 2008     | Gimčeon     | tvrdý  | Jarmila Gajdošová            | 3–6, 2–6         |
| Finalistka | 3. | 22. června 2008    | Montpellier | antuka | Veronica Spiegelová          | 6–7(5), 4–6      |
| Vítězka    | 1. | 15. listopadu 2008 | Puné        | tvrdý  | Melanie Southová             | 6–3, 6–1         |
| Finalistka | 4. | 8. února 2009      | Burnie      | tvrdý  | Abigail Spearsová            | 4–6, 2–6         |
| Vítězka    | 2. | 9. ledna 2011      | Čchüan-čou  | tvrdý  | Stéphanie Foretzová Gaconová | 3–6, 7–6(2), 6–3 |
| Vítězka    | 3. | 16. ledna 2011     | Pching-kuo  | tvrdý  | Taťána Lužanská              | 6–4, 7–5         |

### Čtyřhra: 18 (11–7)
| Stav       | Č.  | Datum              | Turnaj      | Povrch  | Spoluhráčka         | Finalistky                               | Výsledek            |
| ---------- | --- | ------------------ | ----------- | ------- | ------------------- | ---------------------------------------- | ------------------- |
| Finalistka | 1.  | 16. června 2006    | Nové Dillí  | tvrdý   | Wei-Ping Lee        | Sanaa Bhambriová Archana Venkatamaranová | 3–6, (4)6–7         |
| Vítězka    | 1.  | 27. října 2007     | Hamanako    | koberec | Wan-Ting Liu        | Kyung-Yee Chae Mitsuko Ise               | 6–1, 6–2            |
| Vítězka    | 2.  | 22. června 2008    | Montpellier | antuka  | Veronica Spiegelová | Sherazad Benamarová Charlotte Rodierová  | 7–5, 6–7(5), [10–7] |
| Finalistka | 2.  | 21. listopadu 2008 | Kalkata     | tvrdý   | Sun Šeng-nan        | Laura Siegemundová Agnes Szatmariová     | 5–7, 3–6            |
| Vítězka    | 3.  | 13. února 2009     | Mildura     | tráva   | Sun Šeng-nan        | Xinyun Han Ji Chun-Mei                   | 7–6(2), 7–6(4)      |
| Vítězka    | 4.  | 8. března 2009     | Lyon        | tvrdý   | Sun Šeng-nan        | Pemra Özgenová Čang Šuaj                 | 6–4, 7–5            |
| Vítězka    | 5.  | 14. března 2009    | Las Palmas  | tvrdý   | Sun Šeng-nan        | Jana Buchinová Taja Mohorcicová          | 6–3, 7–6(1)         |
| Vítězka    | 6.  | 27. března 2009    | La Palma    | tvrdý   | Sun Šeng-nan        | Eleni Daniilidou Jasmin Wöhrová          | 6–2, 5–7, [10–5]    |
| Vítězka    | 7.  | 17. května 2009    | Kurume      | koberec | Sun Šeng-nan        | Čang Kchaj-čen Ajaka Maekawaová          | 6–3, 6–2            |
| Winner     | 8.  | 24. května 2009    | Inčchon     | tvrdý   | Sun Šeng-nan        | Xinyun Han Ji Chun-Mei                   | 6–3, 6–3            |
| Finalistka | 3.  | 31. května 2009    | Ko-jang     | Hard    | Sun Šeng-nan        | Yayuk Basukiová Romana Tedjakusumaová    | 7–6(5), 3–6, [8–10] |
| Vítězka    | 9.  | 3. července 2009   | Sia-men     | tvrdý   | Sun Šeng-nan        | Xinyun Han Shao-Yuan Kao                 | 6–2, 6–4            |
| Finalistka | 4.  | 21. srpna 2009     | Pching-kuo  | tvrdý   | Sun Šeng-nan        | Chin-Wei Chan I-Hsuan Hwang              | 6–3, 5–7, [7–10]    |
| Finalistka | 5.  | 7. května 2010     | Florencie   | antuka  | Polina Pechovová    | Maret Aniová Julia Schruff               | 3–6, 4–6            |
| Vítězka    | 10. | 29. května 2010    | Grado       | antuka  | Xinyun Han          | Karina Pimkinová Marta Sirotkinová       | 1–6, 6–4, [10–8]    |
| Vítězka    | 11. | 20. června 2010    | Montpellier | antuka  | Laura Siegemundová  | Amandine Hesseová Ludmila Kičenoková     | 6–4, 6–2            |
| Finalistka | 6.  | 25. června 2010    | Getxo       | antuka  | Laura Siegemundová  | Sandra Klemenschitsová Andreja Klepačová | 0–6, 0–6            |
| Finalistka | 7.  | 14. srpna 2010     | Tallinn     | tvrdý   | Sun Šeng-nan        | Emma Laineová Melanie Southová           | 3–6, 4–6            |